# Schoenoxiphium schweickerdtii
Schoenoxiphium schweickerdtii är en halvgräsart som beskrevs av Hermann Merxmüller och Dieter Podlech. Schoenoxiphium schweickerdtii ingår i släktet Schoenoxiphium och familjen halvgräs. Inga underarter finns listade i Catalogue of Life.